# Festina lente (Pärt)
Festina lente és un adagio per a cordes amb una part ad libitum per a arpa del compositor estonià Arvo Pärt. Es va estrenar el 17 de novembre de 1986 al Théâtre de la Ville de París, interpretada per l'orquestra Music Projects London dirigida per Richard Bernas. Després d’experimentar diverses revisions al llarg dels anys, la versió definitiva es va publicar a l’àlbum Miserere d’ECM, enregistrat per la Beethoven Orchester Bonn dirigida per Dennis Russell Davies. La va dedicar a Manfred Eicher, el fundador i director de la companyia discogràfica ECM amb qui Pärt va col·laborar des de l'estrena de Tabula rasa el 1984, que es va convertir en el primer àlbum de l'ECM New Series.
Festina lente va rebre el seu títol de l'oxímoron grec «σπεῦδε βραδέως» (speûde bradéōs), que traduït literalment seria «afanya't a poc a poc» i que vindria a ser la dita «a poc a poc i bona lletra», que era una de les màximes preferides de l'emperador August, el creador i primer emperador de l'Imperi Romà. En aquest cas, al·ludeix a l'execució simultània de la melodia en tres velocitats distintes: els violins la desenvolupen de manera ràpida, la viola ho fa a un tempo moderat, mentre que els violoncels i els contrabaixos avancen a un ritme pausat.